# Rhinopomastus
A Rhinopomastus a madarak osztályának szarvascsőrűmadár-alakúak (Bucerotiformes) rendjébe és a kúszóbankafélék (Phoeniculidae) családjába tartozó nem.

## Rendszerezésük
A nemet William Jardine skót természettudós írta le 1828-ban, az alábbi 3 faj tartozik ide:
- fekete sarlósbanka (Rhinopomastus aterrimus)
- sarlós kúszóbanka vagy közönséges sarlósbanka (Rhinopomastus cyanomelas)
- piroscsőrű sarlósbanka (Rhinopomastus minor)